# Avogadros konstant
Avogadros konstant eller Avogadros tal ({\displaystyle N_{\text{A}}}) er en fysisk konstant, der angiver antallet af atomer eller molekyler i et mol af et stof. Et mol er en værdi der er blevet brugt i det internationale enhedssystem eller Si-systemet. Konstanten har per definition værdien
{\displaystyle N_{\text{A}}=6,022\,140\,76\,\times \,10^{23}{\mbox{ mol}}^{-1}.}
Konstanten er forholdet mellem masseenheden gram og atommasseenheden u, altså det antal molekyler, der kræves for at opnå massen af en formelenhed (1 mol) af et stof. 
Konstanten er opkaldt efter den italienske kemiker Amedeo Avogadro (1776–1856).